# 陈完
陳完（前706年—？），妫姓，陈氏，名完 ，入齊國後，又改为田完，為陳厲公之子，歸附齊國，為大夫，諡敬仲，是田齊的始祖及田姓得姓始祖。

## 生平
陈桓公死，其弟陳佗杀太子免而篡位；太子免有三個弟弟：长为公子躍，次為公子林，再次為公子杵臼。三人怨恨陳佗奪位，前706年八月（《史记·陈杞世家》记载此事是公元前700年3月），就勾結蔡國人，謀殺在蔡国寻花问柳的陳佗。陳佗被杀后，沒有得到諡號。公子林等拥公子躍为君，是为陳厉公。
陳厲公有一次與周朝廷的太史相見，太史拿著《周易》見厲公，厲公要他幫兒子公子完占卜，得到“《观》之《否》”。太史就預言：「公子完將要享有諸侯國，但不在本國，也不是他這一代人，而是在其子孫。而被他的子孫取得的那個國家，將會是一個姜姓國。然而事物不可能兩全其美，要等到陳國衰亡後，他的子孫才會昌盛。」
前700年八月，陳厲公在位7年卒，公子林繼立，是为陳莊公。莊公七年卒，弟杵臼立，是为陳宣公。公子完和陳宣公的太子御寇交好。前672年宣公殺太子御寇，公子完怕被牽連，逃往齐国，並受到齊桓公的賞識，任「工正」一職，改為田氏，是為田完。
田完娶懿氏的女兒為妻，生田孟夷。

## 後續
田完去世，子孟夷襲工正之職。田孟夷生田孟莊、田孟莊生田須無。田須無生田無宇。
田無宇时田氏開始強大，其子田乞在位時，甚至以「大斗出小斗進」等手段極力拉攏平民和失勢的公族，得民意所向。齊國重臣晏嬰便認為田家的先祖箕伯、直柄、虞遂、伯戏和先君陳胡公、太姬已經來到齊國，接受祭祀了。齊國將要成為田氏的了。以後田氏逐漸兼併齊國的欒、高（齊惠公之後）和國、高（齊文公之後）以及鮑、闞等族，獨專齊政，主斷廢立齊國君主。
田完後人田和擔任齐国相国时，将齐康公放逐到海上，自立为君，于是，姜姓君主的齐国，成了田氏的齐国。这就是历史上有名的“田氏代齐”。前386年周安王承認田和為齊侯。田齊的國都仍在臨淄，疆域亦襲姜齊之舊。
田和傳到齊威王，進行改革，國力強盛，大敗魏國，開始稱王，成為戰國七雄之一。此後長期與秦國東西對峙。前284年燕將樂毅以五國聯兵，合討齊國，齊國幾乎滅亡，從此國力衰弱。雖仰賴田單反攻，克復國土，但國力已不振，前221年，為秦始皇帝所滅。
王莽稱帝時，追尊田完為齊敬王，廟號世祖。